# Phronia pilosa
Phronia pilosa är en tvåvingeart som beskrevs av Ostroverkhova 1979. Phronia pilosa ingår i släktet Phronia och familjen svampmyggor. Inga underarter finns listade i Catalogue of Life.